# Asjha Jones
Asjha Jones, född den 1 augusti 1980 i Piscataway Township, New Jersey, är en amerikansk basketspelare som tog OS-guld i dambasket vid olympiska sommarspelen 2012 i London. 